# Franz Nietlispach
Franz Nietlispach (Muri, 2 aprile 1958) è un atleta paralimpico svizzero.

## Biografia
Dal 1976 al 2008 ha partecipato ad ogni manifestazione dei Giochi paralimpici estivi totalizzando 14 ori 6 argenti e due bronzi. Vinse per cinque volte la Maratona di Boston in carrozzina.